# 姆沙涅齊 (舊西尼亞瓦區)
49°45′10″N 27°44′17″E / 49.75278°N 27.73806°E
姆沙內茨（烏克蘭語：Мшанець）是位於烏克蘭西部的村莊，由赫梅利尼茨基州裡赫梅利尼茨基區的舊西尼亞瓦市鎮負責管轄。該村面積2.39平方公里，海拔高度270米，2001年人口423，人口密度每平方公里176.9人。